# Michel Déon
Michel Déon, eredetileg Édouard Michel (Párizs, 1919. augusztus 4. – Galway, 2016. december 28.) francia író és dramaturg, a Huszárok irodalmi csoportosulás egyik alapítója, a Francia Akadémia tagja.

## Életpályája
Jogot végzett. 1940-ben és 1942-ben önkéntes volt a második világháborúban. 1950-ben több országban tett utazásokat. Írói tevékenysége mellett kiadóként is működött. 1978-ban a Francia Akadémia tagjává választották. Felváltva élt Görögországban és Írországban.
Az írországi Galway-ben halt meg 97 éves korában. Lánya kiharcolta, hogy Párizsban a Montparnasse-i temetőben temessék el a polgármesteri hivatal kezdeti ellenállása ellenére.

## Munkássága
Roger Nimier, Antoine Blondin és Jacques Laurent írókkal megalapította a Huszárok (Hussards) irodalmi csoportosulást,. A nevet Roger Nimier A kék huszár (Le Hussard bleu) című regénye alapján választották. Céljuk az volt, hogy alternatívát kínáljanak a Jean-Paul Sartre által meghirdetett elkötelezett irodalommal szemben.

## Művei
- Adieux à Sheila, regény, Robert Laffont, 1944
- Amours perdues, regény, Bordas, 1946
- Je ne veux jamais l’oublier, regény, Plon, 1950
- La Corrida, regény, Plon, 1952
- Le Dieu pâle, regény, Plon, 1954 (Prix des Sept)
- Tout l'amour du monde, I, történetek, Plon, 1955
- « Michel Férou » (álnév), Plaisirs, regény, Éditions de Paris, 1955
- Lettre à un jeune Rastignac, Fasquelle, 1956
- Les Trompeuses Espérances, regény, Plon, 1956
- Les Gens de la nuit, regény, Plon, 1958
- L'Armée d'Algérie et la pacification, Plon, 1959
- La Carotte et le Bâton, regény, Plon, 1960
- Tout l'amour du monde, II, történetek, Plon, 1960
- Le Balcon de Spetsai, történetek, Gallimard, 1961 (Prix Kauffmann)
- Louis XIV par lui-même, Librairie Académique Perrin, 1964
- Le Rendez-vous de Patmos, történetek, Plon, 1965
- Mégalonose, La Table Ronde, 1967
- Un parfum de Jasmin, elbeszélések, Gallimard, 1967
- Les Poneys sauvages, regény, Gallimard, 1970 (Interallié-díj)
- Un taxi mauve, regény, Gallimard, 1973 (akadémiai díjas)
- Le Jeune Homme vert, regény, Gallimard, 1975
- Thomas et l'infini, mese, Gallimard, 1975 pour la jeunesse
- Les Vingt Ans du jeune homme vert, regény, Gallimard, 1977
- Mes arches de Noé, történetek, La Table Ronde, 1978
- Un déjeuner de soleil, regény, Gallimard, 1981
- Je vous écris d'Italie, regény, Gallimard, 1984
- Bagages pour Vancouver, történetek, La Table Ronde, 1985
- Ma vie n'est plus un regény, théâtre, Gallimard, 1987
- La Montée du soir, regény, Gallimard, 1987
- Un souvenir, regény, Gallimard, 1990
- Le Prix de l'amour, elbeszélések, Gallimard, 1992
- Ariane ou l'oubli, théâtre, Gallimard, 1993
- Parlons-en..., conversations avec Alice Déon, Gallimard, 1993
- Pages grecques, történetek, Gallimard, 1993 (Le Balcon de Spetsai, Le Rendez-vous de Patmos, Spetsai revisité)
- Je me suis beaucoup promené, miscellanées, La Table Ronde, 1995
- Une longue amitié, lettres échangées avec André Fraigneau, La Table Ronde, 1995
- Le Flâneur de Londres, Robert Laffont, 1995
- Orphée aimait-il Eurydice?, Séguier, 1996
- La Cour des grands, regény, Gallimard, 1996
- L'Enfant et la sorcière, regény pour la jeunesse, Gallimard, 1998
- Madame Rose, regény, Albin Michel, 1998
- Pages françaises, történetek, Gallimard, 1999
- Taisez-vous, j'entends venir un ange,Gallimard, 2001
- Mentir est tout un art, elbeszélés, Éditions du Rocher, 2002
- Le poète, Éditions Sigalla, 2003
- Sarah, Éditions Sigalla, 2003
- Larbaud, heureux Larbaud, Éditions Sigalla, 2003
- La Chambre de ton père, souvenirs, Gallimard, 2004
- Guerres et regény, dialogues avec Lakis Proguidis, Flammarion, 2005
- Cavalier, passe ton chemin !, történetek, Gallimard, 2005
- Œuvres, Gallimard, « Quarto » sorozat, 2006 (Thomas et l'infini, La Chambre de ton père, Les Trompeuses Espérances, Les Poneys sauvages, Un taxi mauve, Un déjeuner de soleil, La Montée du soir, Cavalier, Passe ton chemin !...)
- Lettres de château, Gallimard, 2009
- Cahier Déon, L'Herne, 2009. Cahier de L'Herne qui contient de nombreux inédits, témoignages et études sur son œuvre (contribution d'écrivains, universitaires, et amis dont Fernando Arrabal, Nicolas Briançon, Philippe Le Guillou, Frédéric Vitoux, Milan Kundera, Emmanuel Carrère, Yasmina Reza, Jean d'Ormesson, Xavier Darcos).
- Journal 1948-1983, L'Herne, 2009
- De Marceau à Déon, De Michel à Félicien, Lettres 1955-2005, levelezés Félicien Marceau-val, 2011
- Partir ! ..., Nicolas Chaudun, 2012
- A la légère, elbeszélések, Finitude, 2013

### Forgatókönyv
- Lila taxi (1977), rendezte: Yves Boisset[18]

## Díjai
- A francia Becsületrend (Ordre national de la Légion d'honneur)
- Művészeti és Irodalmi Érdemrend (Ordre des Arts et des Lettres)

## Fordítás
- Ez a szócikk részben vagy egészben  a   Michel Déon című francia Wikipédia-szócikk fordításán alapul.  Az eredeti cikk szerkesztőit annak laptörténete sorolja fel. Ez a jelzés csupán a megfogalmazás eredetét és a szerzői jogokat jelzi, nem szolgál a cikkben szereplő információk forrásmegjelöléseként.